# Vodní elektrárna Višegrad

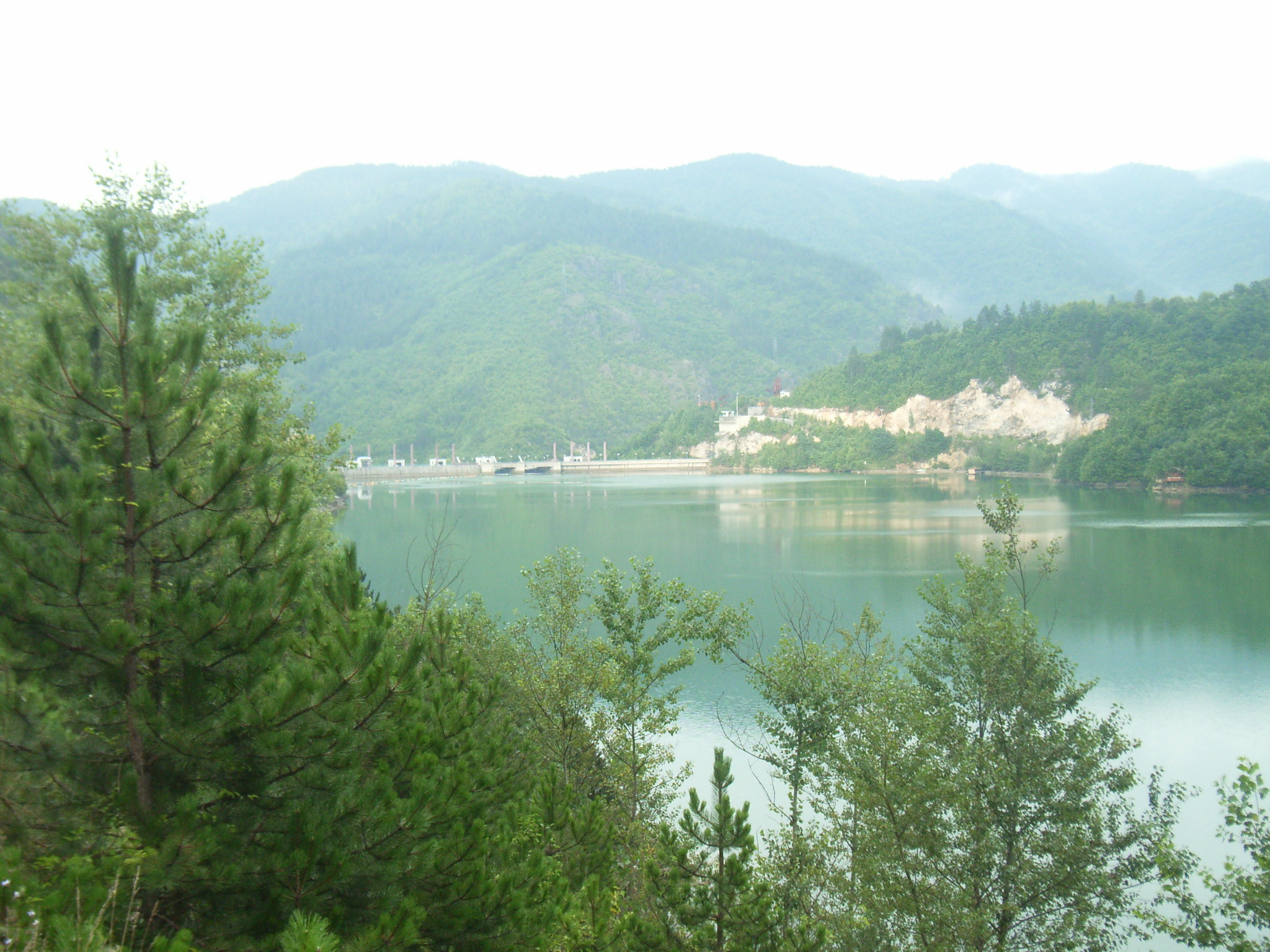
Umělé jezero u vodní nádrže.

Vodní elektrárna Višegrad (srbsky Hidroelektrana Višegrad/Хидроелектрана Вишеград) se nachází v jihovýchodní části Bosny a Hercegoviny na řece Drině, 2,5 km proti proudu řeky od města Višegradu, podle něhož je pojmenována. Vodní elektrárna byla dokončena v roce 1989 a je jednou z řady na celé Drině.
Elektrárna má výkon 315 MW který získává pomocí tří generátorů, každý s výkonem 105 m. V nich jsou použity Kaplanovy turbíny. Roční výroba elektrické energie zde dosahuje v průměru 1010 GWh. V roce 2010 se podařilo vyrobit přes 1200 GWh.
Součástí elektrárny je hráz s výškou 79,5 m a délkou 280 m. Umělé jezero je napouštěno nejvýše na kótu 336 m n. m. a nejníže na 290 m n. m. Vzdutí elektrárny zasahuje až k městu Ustiprača a údolí řeky Lim. V roce 2021 bylo jezero zasaženo přívaly odpadků z nelegálních skládek, které se nacházejí proti proudu řeky Driny, resp. jejích přítoků. Ročně je z jezera vyloveno až 8000 m3 odpadu.